# Lathyrus campestris
Lathyrus campestris är en ärtväxtart som beskrevs av Rodolfo Amando Philippi. Lathyrus campestris ingår i släktet vialer, och familjen ärtväxter. Inga underarter finns listade i Catalogue of Life.